# Moliendo café
Moliendo Café (дословно — «Помол кофе») — венесуэльская песня, которая стала популярной во всем мире. Песня была написана в 1958 году, авторство оспаривается между Уго Бланко и его дядей Хосе Манзо Перрони. Запись Бланко в 1961 году стала хитом № 1 в Аргентине, и с тех пор ее исполняли многие певцы. Впоследствии мелодия песни получила широкое распространение в качестве основы для футбольных кричалок под названием Dale Cavese.

## Версия Мины
В 1961 году песня была записана на оригинальном языке итальянской певицей Миной. Композиция имела большой успех в Италии, шесть недель подряд занимая первое место в чарте.

### Отзывы
Альдо Далла Веккья, биограф Мины, отмечает в своей книге «Мина для начинающих», что уже в то время в карьере певицы любые кавер-версии, итальянские или зарубежные, неизбежно становились «песнями Мины» в коллективной памяти, и «Moliendo café» не стала исключением.

### Список композиций
7"-сингл
A. «Moliendo café» — 2:57
B. «Chi sarà (¿Quién será?)» (Энцо Луиджи Полетто, Пабло Белтран Руис) — 2:16

### Чарты
| Чарт (1961)              | Высшая позиция |
| ------------------------ | -------------- |
| Испания (GEFIIF)         | 1              |
| Италия (Musica e dischi) | 1              |